# Adonisea majellana
Adonisea majellana là một loài bướm đêm trong họ Noctuidae.